# Horst Dietrich Preuß

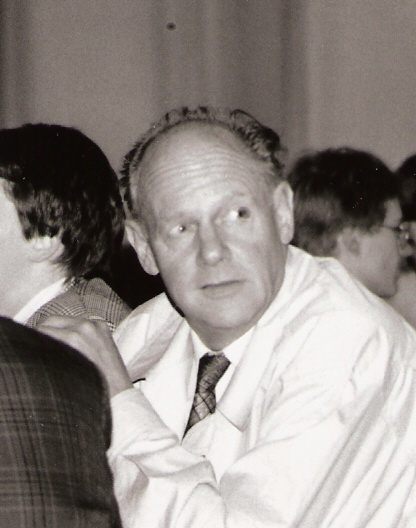
Horst Dietrich Preuß (1989)

Horst Dietrich Preuß (* 1. Mai 1927 in Berlin; † 25. Dezember 1993 in Neuendettelsau) war ein deutscher evangelischer Theologe, lutherischer Pfarrer und Professor für Altes Testament an der Universität Göttingen und von 1973 bis 1992 an der Augustana-Hochschule in Neuendettelsau.

## Leben und Wirken
Preuß war zunächst Pfarrer in Laatzen und von 1963 bis 1971 Dozent für Altes Testament an der Theologischen Akademie Celle (früher: Pfarrvikarseminar) der Evangelisch-Lutherischen Landeskirche Hannovers.
Später war er Alttestamentler an der Universität Göttingen. Von dort wechselte er 1973 an die Augustana-Hochschule in Neuendettelsau.

## Publikationen (Auswahl)
- Alttestamentlicher Glaube und biblische Theologie, Stuttgart 1992.
- Das Alte Testament in christlicher Predigt, Stuttgart 1987.
- Erfahrung – Glaube – Theologie, Stuttgart 1983.
- Deuteronomium, Darmstadt 1982 und 1989.
- Eschatologie im Alten Testament, Darmstadt 1978
- Deuterojesaja, Darmstadt 1982
- Verspottung fremder Religionen im Alten Testament, Göttingen 1969 und Stuttgart 1971.
- Jahweglaube und Zukunftserwartung, Beiträge zur Wissenschaft vom Alten und Neuen Testament (BWANT), Kiel 1966 und Stuttgart 1968, ISBN 978-3-17-022351-6.
- Maria bei Luther, Gütersloh 1954.
- Theologie des Alten Testaments,  Stuttgart.
  - Teología del Antiguo Testamento, Bilbao.
  - Old Testament theology, Edinburgh und Louisville, Ky.
- Bibelkunde des Alten und Neuen Testaments, Heidelberg (mit Klaus Berger).
- Taschen-Tutor Altes Testament, Göttingen.